# Guerre bizantino-ottomane
Le guerre bizantino-ottomane furono una serie di conflitti tra turchi ottomani e bizantini che portarono alla distruzione finale dell'impero bizantino e all'ascesa dell'impero ottomano.
Il vittorioso assedio di Costantinopoli del 1204 da parte dei crociati, partiti per liberare la Terrasanta ma convinti dalla Repubblica di Venezia a muovere guerra contro i bizantini, provocò la frammentazione ed il caos nel vecchio Impero d'Oriente. Tra gli stati nati da questa frammentazione emerse l'impero di Nicea, destinato a ripristinare la sovranità bizantina su Costantinopoli. Retto dalla famiglia dei Paleologi, l'impero niceno resistette agli attacchi dei turchi selgiuchidi del sultanato d'Iconio in Asia Minore ed affrontò i latini in Grecia. Con la riconquista di Costantinopoli da parte dei niceni (1261), l'impero latino ebbe termine.
Il restaurato impero bizantino venne subito costretto alla lotta contro il regno rivale del despotato d'Epiro, che rivendicava per sé la corona imperiale, e contro i suoi pericolosi vicini balcanici: il regno di Serbia ed il Secondo impero bulgaro. La minaccia sul suolo greco e la debolezza del Sultano d'Iconio, convinse i Paleologi a spostare la maggior parte delle truppe dell'Asia Minore alla Tracia. Ad approfittare della situazione furono gli Uçbey turchi che regnavano sui micro-staterelli sorti dalla carcassa del Sultanato d'Iconio (v. Beilikati turchi d'Anatolia). Tra i tanti, emerse il potente bey Osman I che si dichiarò sultano nel 1299: ebbe così inizio l'Impero ottomano.
Nel giro di 50 anni gli ottomani avrebbero conquistato tutta l'Asia Minore, ponendo fine alla dominazione bizantina sull'Asia. Nel 1380, la Tracia cadde in mano turca e, al principio del XV secolo, l'estensione dell'impero bizantino era ridotta alle terre del despotato di Morea, a delle isole e ad una striscia di terra in Tracia, nelle immediate vicinanze della capitale. Due crociate tentarono di salvare l'impero bizantino (la crociata di Nicopoli nel 1396 e la crociata di Varna nel 1444): entrambe fallirono. Dopo molti assedi, Costantinopoli cadde il 29 maggio 1453. Il despotato di Morea cadde nel 1460. L'impero di Trebisonda, ultimo baluardo bizantino in Anatolia, cadde nel 1461, mentre nel 1475 cadde il Principato di Teodoro, in Crimea, ultimo stato diretto erede dell'impero.

## Origini del conflitto
Nella seconda metà del XIII secolo, le popolazioni turche stanziatesi in Asia Minore tornarono ad organizzarsi in una serie di Beilikati indipendenti come già era avvenuto nel corso dell'XI secolo.
La lotta continua contro l'Impero bizantino aveva indebolito il potere del Sultanato di Rum, stroncato poi nella Battaglia di Köse Dağ (26 giugno 1243) dai mongoli di Bayju, rendendo il sultano incapace di mantenere il controllo sui vari Bey precedentemente sottomessi.
Mentre si affermava il potere dei bey di Karaman e di Germiyan, il bey Osman I, noto anche con il soprannome di Uc beg ("Protettore"), si era ritagliato un piccolo dominio nel nord dell'Anatolia, poco a sud di Prusa, nel punto cioè di maggior frizione tra turchi e bizantini.

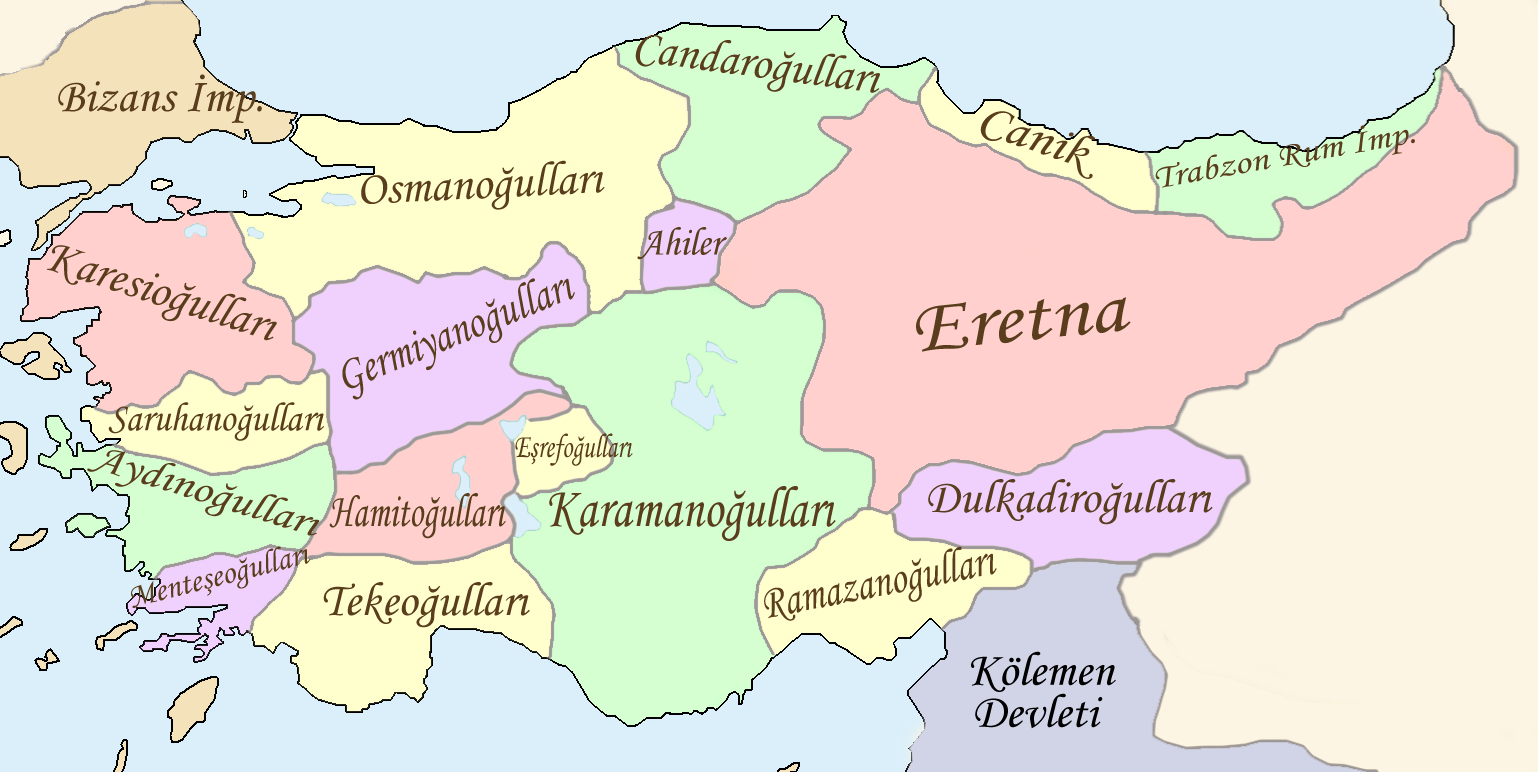
Carta dei beilikati d'Anatolia formatisi dopo la Battaglia di Köse Dağ (26 giugno 1243).

Prossimo ai confini del nemico bizantino, Osman ed i suoi ghazi ebbero modo di saggiare rapidamente la debolezza del basileus Michele Paleologo. Sovrano dell'Impero di Nicea, fondato in Anatolia da rifugiati bizantini dopo la Quarta crociata (1204), Michele VIII era impegnato a combattere in Grecia i crociati dell'Impero latino per riconquistare il trono di Costantinopoli. La sconfitta dei selgiuchidi di Rum ad opera dei mongoli spinse il Paleologo a concentrare le sue risorse in Grecia, disinteressandosi alle scorribande degli ottomani lungo il confine orientale.

## L'avvento degli Ottomani (1265-1328)
Dopo la riconquista di Costantinopoli (1261), l'imperatore Michele VIII si trovava in una difficile situazione: dalla Grecia gli stati latini minacciavano la riconquista di Bisanzio mentre da Nord avanzava minacciosa la Serbia di Stefano Uroš I. L'attenzione del basileus era interamente concentrata sul fronte occidentale del suo regno, come ben dimostra il tentativo di pacificazione della contesa religiosa con Roma.

Medio Oriente c. 1263.
Legenda: Verde Acceso = domini degli Ottomani, Arancio spento = Impero Bizantino, Fucsia = Impero di Trebisonda, Arancio acceso = Despotato dell'Epiro, Verde spento = Popolazioni turche non ottomane, giallo = Regno armeno di Cilicia, Viola scuro = Domini latini in medio Oriente, Viola chiaro = Domini latini nella penisola ellenica e nelle isole egee, Celeste = Sultanato mamelucco

Mentre Michele VIII si focalizzava sulla minaccia latina, i turchi di Osman I iniziarono ad espandersi. Quelle che inizialmente erano state incursioni a scopo di saccheggio divennero campagne di conquista: Söğüt cadde in mano turca nel 1265 ed Eskişehir nel 1289. Impossibilitato a spostare truppe in Anatolia, Michele non poté opporsi ai primi successi ottomani. Le popolazioni anatoliche, per parte loro, risposero positivamente all'occupazione turca: stremate dalla pesante tassazione dei Paleologi, visti come lontani dominatori militari, accettarono Osman come un liberatore e numerose furono le conversioni all'Islam.

### Andronico II e Alessio Filantropeno
Morto Michele VIII nel 1282, suo figlio Andronico optò per una svolta politica radicale: varò misure fiscali volte a risolvere il problema della tassazione e ruppe i tentativi di conciliazione con Roma ed i potentati latini in Grecia. Normalmente considerato un mediocre regnante, Andronico iniziò però a preoccuparsi della minaccia turca in Anatolia. Sotto il suo regno vennero edificate nuove fortificazioni di confine e si ricorse in modo massiccio alla leva. L'imperatore stesso portò la sua corte in Anatolia, a Nicea, per controllare l'andamento delle operazioni contro i turchi affidate al generale Alessio Filantropeno, nominato doux del thema del Thrakesion (circa 1290) e, di fatto, comandante di tutti i possedimenti bizantini in Asia. In due anni, Alessio ottenne alcune vittorie nella valle del fiume Meandro, riuscendo a fermare le incursioni turche e ad avanzare nell'emirato di Menteshe, riconquistando la fortezza di Melanoudion. La rivolta di Alessio contro Andronico (1295) e la sua conseguente sostituzione con Giovanni Tarcaniota vanificò però i progressi bizantini.

### La Compagnia Catalana
Nel 1299, Osman I dichiarava il suo piccolo regno formalmente indipendente dal Sultanato di Rum. Nel 1301 i turchi di Osman misero sotto assedio Nicea. Il figlio e co-imperatore di Andronico, Michele venne inviato con il generale Giorgio Muzalon a Nicomedia, a capo di una forza di 2 000 uomini, ma le truppe bizantine vennero pesantemente sconfitte nella Battaglia di Bafeo (1302). Andronico ricorse allora ai servigi della Compagnia Catalana del condottiero Ruggero da Fiore che spazzò via i turchi da Cizico, Filadelfia, Magnesia ed Efeso (1303), avanzò fino al Tauro (1304) ed ivi sconfisse i turchi (1305). I successi dei catalani non vennero però sfruttati da Andronico, impegnato a fronteggiare i Bulgari di Teodoro Svetoslav, che preferì lasciare la questione anatolica nelle mani del condottiero Ruggero. Nel 1307 Ruggero da Fiore, ormai signore della Bitinia, venne assassinato per ordine del principe Michele IX mentre si preparava ad affrontare i turchi a Filadelfia. I mercenari catalani, guidati ora da Berenguer de Entença risposero all'attacco mettendo a ferro e fuoco la Tracia. Nel medesimo anno, terminava la sua esistenza il Sultanato di Rum, lasciando nella completa indipendenza i bey dell'Anatolia.

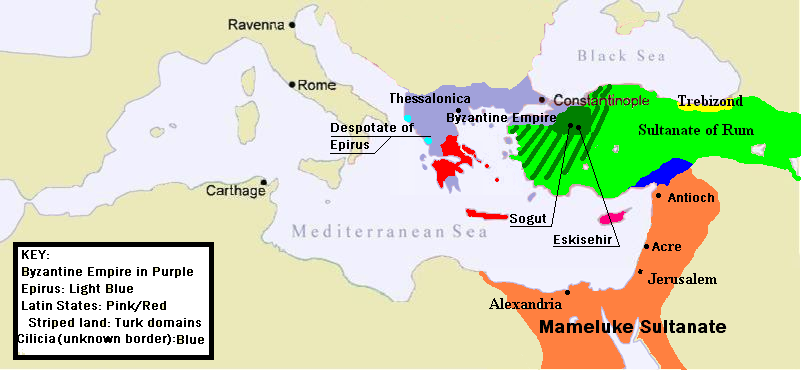
Impero Bizantino ai tempi dell'ascesa al trono di Andronico III.

Ritornati padroni dell'Anatolia dopo le violenze ed i saccheggi della Compagnia Catalana, gli ottomani vennero nuovamente salutati come liberatori dalle popolazioni locali.
La guerra civile scoppiata a Bisanzio tra Andronico II e suo nipote Andronico III (1322-1328) fu il definitivo colpo di spugna che cancellò i pochi risultati positivi della politica anatolica dei Paleologi. Costretti a rinunciare all'assedio di Filadelfia, affidata alle capaci mani del redivivo Filatropeno nel 1324, gli ottomani conquistarono Brussa nel 1326, riducendo i confini della Bitinia bizantina alle sole città di Nicea e Nicomedia.

## La risposta bizantina (1328-1341)

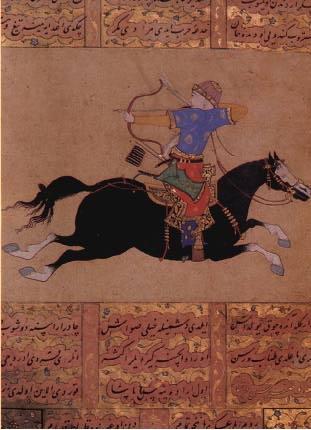
Arciere a cavallo ottomano.

Appoggiato da Giovanni Cantacuzeno, Andronico III avviò un'aggressiva politica estera, deciso a farsi promotore di una renovatio imperii in Grecia ed in Anatolia.
Nel 1329 un contingente bizantino, guidato da Andronico e Giovanni, mosse in aiuto di Nicea, ancora sotto assedio. I bizantini e gli ottomani, questi ultimi guidati da Orhan I, si scontrarono nella battaglia di Pelecano: i cristiani furono pesantemente sconfitti e lo stesso Andronico sopravvisse a stento. Rimasta senza più aiuti, Nicea venne conquistata dai turchi nel 1331.
Nel 1333 Andronico aprì trattative con Orhan, accettando di versare ai turchi un tributo annuale in cambio della pacificazione del confine anatolico. Gli ottomani iniziarono ad incamerare i tributi bizantini senza però cessare con le loro aggressioni: Nicomedia venne cinta d'assedio lo stesso anno e cadde in mano turca nel 1337 (v. Assedio di Nicomedia). Andronico, impegnato a combattere i latini in Grecia ed a fronteggiare la minaccia serba, rispose alla crescente potenza ottomana concentrando le sue risorse sulle roccaforti del Mar di Marmara e sul controllo delle isole egee (Alessio Filantropeno aveva riconquistato Lesbo ai latini nel 1336 e ne era divenuto governatore). Ad eccezione dell'enclave bizantina di Filadelfia, tutta l'Anatolia era ormai in mano turca.

## L'invasione dei Balcani (1341-1371)
Morto Andronico III nel 1341, il suo erede Giovanni ed il suo alleato Giovanni Cantacuzeno avviarono una guerra per il controllo del trono che terminò nel 1347 con la vittoria di Cantacuzeno, formalmente affiancato al trono di Giovanni V. Epidemie, terremoti e le continue incursioni degli ottomani ridussero il controllo bizantino sull'Anatolia alla sola Filadelfia, per la quale veniva pagato un tributo. Importante anche osservare che Bisanzio ricorse in questo periodo in modo massiccio al mercenariato turco (come d'altro canto stava facendo anche con i Serbi, parallelamente intenti ad impadronirsi della Macedonia bizantina).

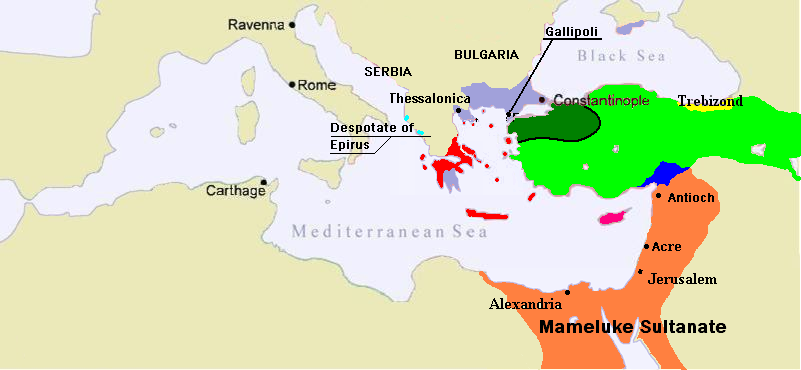
Medio Oriente ca.1350
Legenda: Verde scuro = Ottomani, Verde chiaro = Popolazioni turche non ottomane, Viola = Impero Bizantino, Rosso = Stati latini.

Il conflitto tra Giovanni V e Giovanni VI si riaccese: il Cantacuzeno scacciò il Paleologo ma questi ritornò a Bisanzio, spalleggiato dai Genovesi quando (1354) i turchi sfruttarono la debolezza bizantina per occupare Gallipoli e sbarcare in Europa. Nel 1356 fu il figlio di Giovanni VI, Matteo Cantacuzeno a schierarsi contro il Paleologo, usando addirittura delle truppe turche, ma venne sconfitto (1357) e si ritirò in Morea.
Nel 1361 il successore di Orhan, Murad I (1359-1389), conquistò Didymoteichon. Intenzionato a rafforzarsi in Anatolia, Murad, come già fece il selgiuchide Alp Arslan, affidò la guerra contro Bisanzio ai suoi sottoposti: Filippopoli cadde in mano turca dopo le campagne del biennio 1363-1364; nel 1365 la battaglia di Adrianopoli arrise ai turchi e la città venne occupata nel 1369. Incapace di affrontare sul campo il Turco, Giovanni V, come già aveva fatto Michele VIII, avviò inutili trattative con il papa per garantirsi aiuti in cambio della risoluzione dello scisma d'oriente. Il basileus tentò anche di accordarsi con i Veneziani ma la politica filo-genovese di suo figlio, Andronico, vanificò le trattative. Nel frattempo (1371), le forze di Murad iniziavano a creare uno stabile dominio turco sui Balcani stroncando, nella Battaglia della Marizza, l'esercito dei Serbi. Rientrato frettolosamente in patria per evitare di essere detronizzato da Andronico, Giovanni V fu costretto a raggiungere un accomodamento con il Turco, promettendo un tributo in denaro e riconoscendosi suo vassallo.

## La guerra civile bizantina ed il vassallaggio: 1371-1394
Il vassallaggio, protrattosi fino al 1394, aveva chiuso, nella sostanza, il conflitto bizantino-ottomano. L'omaggio reso dal basileus al sultano aveva segnato la vittoria turca: l'impero bizantino era ormai costituito dalla sola Costantinopoli più pochi insediamenti sparsi. La nuova minaccia per i turchi diventavano a questo punto i potentati cristiani nei Balcani e nei Carpazi.

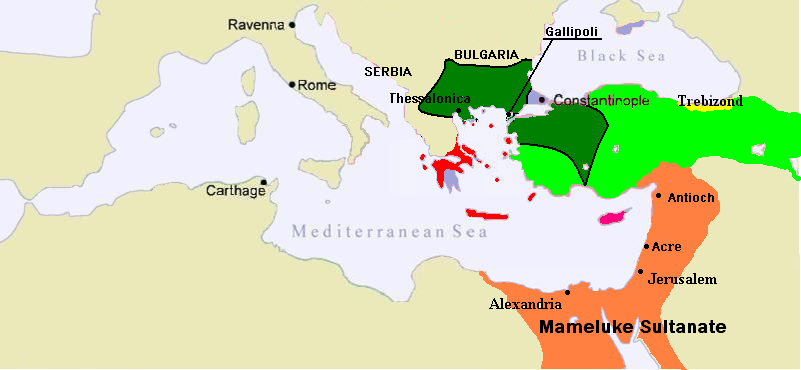
Medio Oriente ca.1389
Legenda: Verde scuro = Ottomani, Verde chiaro = Popolazioni turche non ottomane, Viola = Impero Bizantino, Rosso = Stati latini.

La solidità del dominio bizantino veniva ulteriormente minata da un nuovo conflitto dinastico, questa volta tra Giovanni V ed il suo primogenito Andronico IV. Giovanni dovette ricorrere proprio all'aiuto di Murad I per espellere Andronico e suo figlio Giovanni VII nel settembre del 1373. Andronico imitò a questo punto il padre e promise ai turchi un tributo più sostanzioso. Giovanni V perdonò Andronico e lo accolse nuovamente in seno alla dinastia. Fu a questo punto un altro figlio di Giovanni, Manuele II, divenuto l'erede al trono durante la guerra civile, che si ribellò al padre: dal suo dominio a Tessalonica, mosse contro gli ottomani in Grecia. La morte di Andronico (1385) e la conquista ottomana di Tessalonica (1387) convinse Manuele a desistere dai suoi propositi: si rappacificò con il padre e venne riconosciuto erede al trono. Giovanni VII Paleologo, nipote di Giovanni V, si ribellò a questo punto contro il nonno e lo zio ed occupò il trono: l'usurpatore, appoggiato dagli ottomani e da Genova, durò in carica soltanto cinque mesi, alla fine dei quali Giovanni V riconquistò la corona.
Conquistata Tessalonica, Murad (proclamatosi sultano nel 1383) mosse contro i Serbi (1388), la cui resistenza venne definitivamente stroncata nella Battaglia del Kosovo (1389). Mentre Murad trasformava i suoi domini in un regno ben organizzato, le sue armate muovevano contro il Secondo impero bulgaro, che venne distrutto dal sultano Bayezid I tra il 1393 ed il 1396 (Sofia era stata conquistata nel 1385), e conquistarono Filadelfia (1390), ponendo fine alla presenza bizantina in Anatolia. Giovanni V dovette accompagnare Bayezid ad assistere al crollo della città.
Scomparso Giovanni V (1391), Manuele II negoziò un nuovo accordo con i turchi, ottenendo il riconoscimento della sua corona a prezzo di smantellare la porzione delle Mura di Costantinopoli intorno alla Porta d'Oro. L'intento del sultano Bayezid era però ormai quello di fare di Costantinopoli la capitale del suo impero, che aveva ormai raggiunto le sponde meridionali del Danubio. La città di Costantinopoli venne posta in una condizione di assedio perenne non dichiarato, circondata da territori ottomani.

## Il riaccendersi delle ostilità: l'Europa Cristiana e Bisanzio contro gli Ottomani (1394-1424)

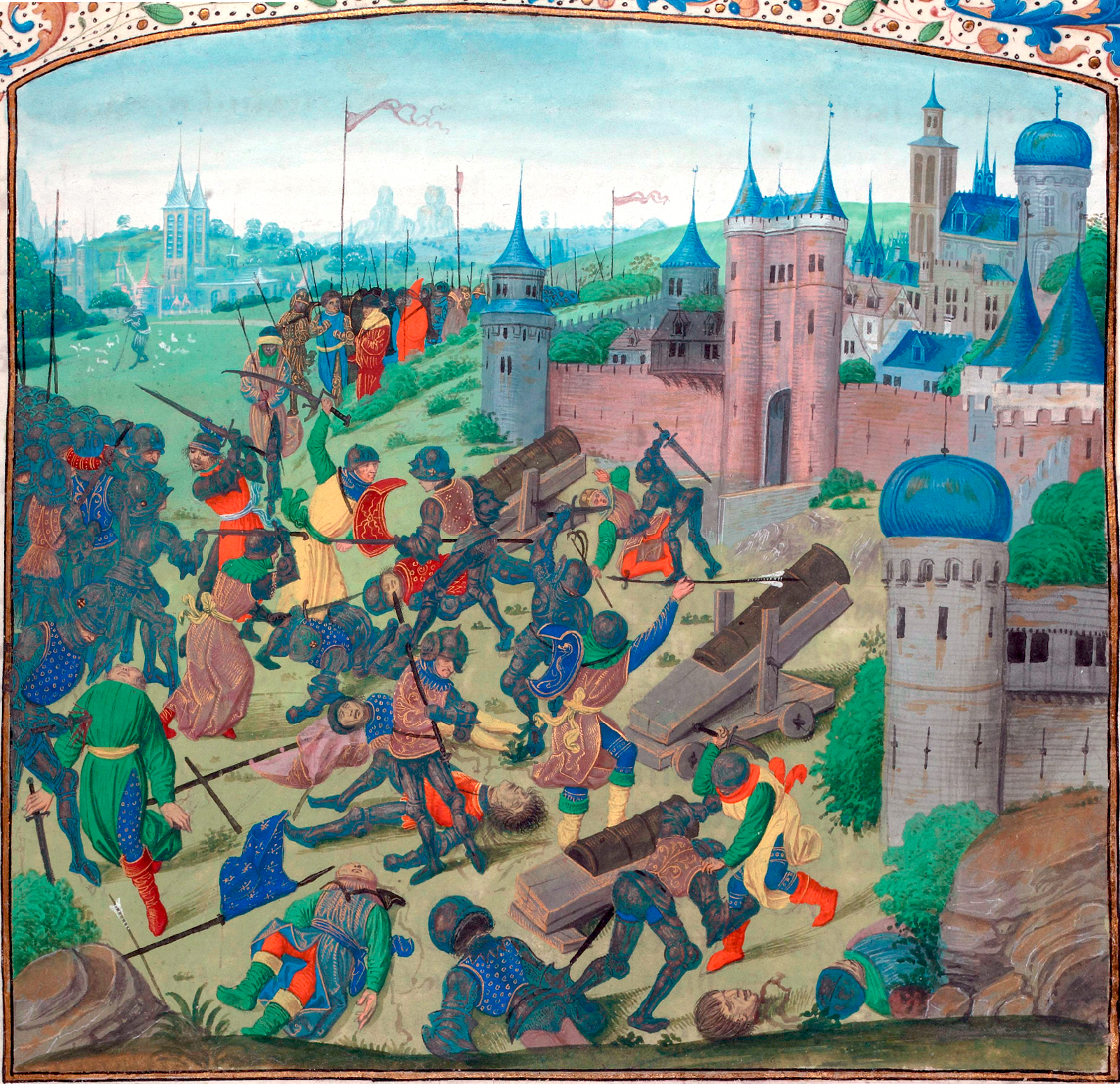
La battaglia di Nicopoli

Bayezid dichiarò formalmente guerra a Manuele II quando il basileus si rifiutò di insediare una comunità ottomana entro le mura costantinopolitane: Bisanzio venne messa sotto assedio ed i Paleologi chiesero aiuto all'Europa cristiana.

### La crociata di Nicopoli
L'arrivo dei turchi alle porte del Regno d'Ungheria e dei principati indipendenti di Valacchia e Moldavia aveva già messo in agitazione le potenze europee. Nel 1394, Papa Bonifacio IX proclamò la crociata. L'Inghilterra e la Francia si accordarono per una tregua nella guerra dei cent'anni e Riccardo II e Carlo VI si dissero disposti a finanziare l'impresa.
L'esercito crociato al comando di Sigismondo di Lussemburgo, re d'Ungheria, e del duca Giovanni di Borgogna, coadiuvati dal voivoda (principe) di Valacchia Mircea il Vecchio, mosse nel 1396 in soccorso di Nicopoli, assediata da Bayezid e da Stefan Lazarevic di Serbia. Nonostante le gravi perdite (si parla di 35 000 morti turchi) l'esito della Battaglia di Nicopoli arrise agli ottomani: i generali cristiani scamparono alla cattura ma diverse migliaia di crociati prigionieri vennero trucidati per ordine del sultano.
Nel 1399, il maresciallo francese Boucicaut, scampato al massacro di Nicopoli, convinse Manuele II a recarsi in Occidente per richiedere aiuto al papa ed ai sovrani europei. Manuele lasciò Costantinopoli con la famiglia ed affidò la corona al nipote Giovanni VII.

### La morte di Bayezid I: 1402-1422

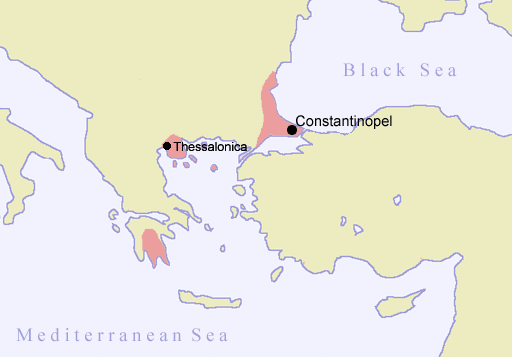
L'impero bizantino al principio del XV secolo.

I viaggi di Manuele II in Europa accesero l'interesse del mondo culturale latino per la cultura platonica ed innescarono il processo che sarebbe culminato con il Rinascimento ma si conclusero con un nulla di fatto da un punto di vista politico-militare. La salvezza di Costantinopoli venne da Oriente, con la sconfitta del sultano Bayezid da parte di Tamerlano nella Battaglia di Ankara (1402). Il caos originatosi nell'Impero ottomano alla scomparsa del sultano permise a Bisanzio di godere del suo ultimo periodo di tregua ed all'Ungheria, ormai unico vero avversario dei turchi sul suolo europeo, di rafforzare il proprio confine meridionale grazie alle vittoriose campagne del valacco Mircea. Il voivoda Mircea occupava infatti nel 1404 la Dobrugia, già parte dell'ormai distrutto impero bulgaro, e successivamente partecipò alla contesa per il trono ottomano osteggiando l'ascesa di Musa Çelebi.
Tornato sul trono nel 1403, Manuele II concluse una tregua con gli ottomani, ottenendo la fine dell'assedio e del vassallaggio. Tessalonica e Monte Athos tornarono sotto il diretto controllo bizantino, mentre Manuele avviava la ristrutturazione delle difese cittadine di Costantinopoli e la riorganizzare degli ultimi domini bizantini: fondamentale il Despotato di Morea, affidato nel 1407 al figlio Teodoro II Paleologo.
Nel 1413 fu proprio l'appoggio di Manuele II a permettere l'ascesa al trono del sultano Maometto I che si impegnò a mantenere la tregua con i bizantini. Alla morte di Maometto I (1421) il potere passò a suo figlio Murad II, che risolse invece di proseguire l'opera del nonno Bayezid.

### Murad II ed il riaccendersi delle ostilità

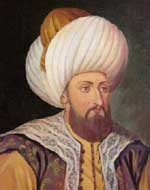
Il sultano Murad II.

Mentre l'avanzata turca oltre il Danubio veninva osteggiata da Dan II di Valacchia ed il voivoda di Moldavia Alexandru cel Bun trascinava sullo scacchiere balcanico gli interessi del Regno di Polonia, il sultano Murad II revocò i privilegi garantiti dal genitore ai bizantini e sferrò loro un duplice attacco: Costantinopoli e Tessalonica vennero assediate congiuntamente nel 1422. Manuele II rispose affidando il comando dell'esercito al figlio Giovanni VIII e cercando di opporre a Murad II il fratello Mustafà, che scatenò una ribellione nella città di Prusa. L'Assedio di Costantinopoli (1422) si concluse con una netta sconfitta ottomana (la capitale bizantina era infatti massicciamente fortificata e munita di artiglieria d'avanguardia), mentre l'Assedio di Tessalonica (1422), comandato per parte bizantina da Andronico, altro figlio di Manuele II, proseguiva.
Nel 1423 Giovanni VIII partì per l'Europa in cerca di aiuto, mentre suo fratello Demetrio Paleologo cospirava con i turchi contro il padre ed il fratello più giovane, Costantino XI, apriva i negoziati con Murad per raggiungere una tregua. Moriva nel frattempo l'altro fratello di Giovanni VIII, il despota Andronico di Tessalonica, che consegnò la città a Venezia per salvarla dai turchi.

## La caduta di Costantinopoli (1424-1453)

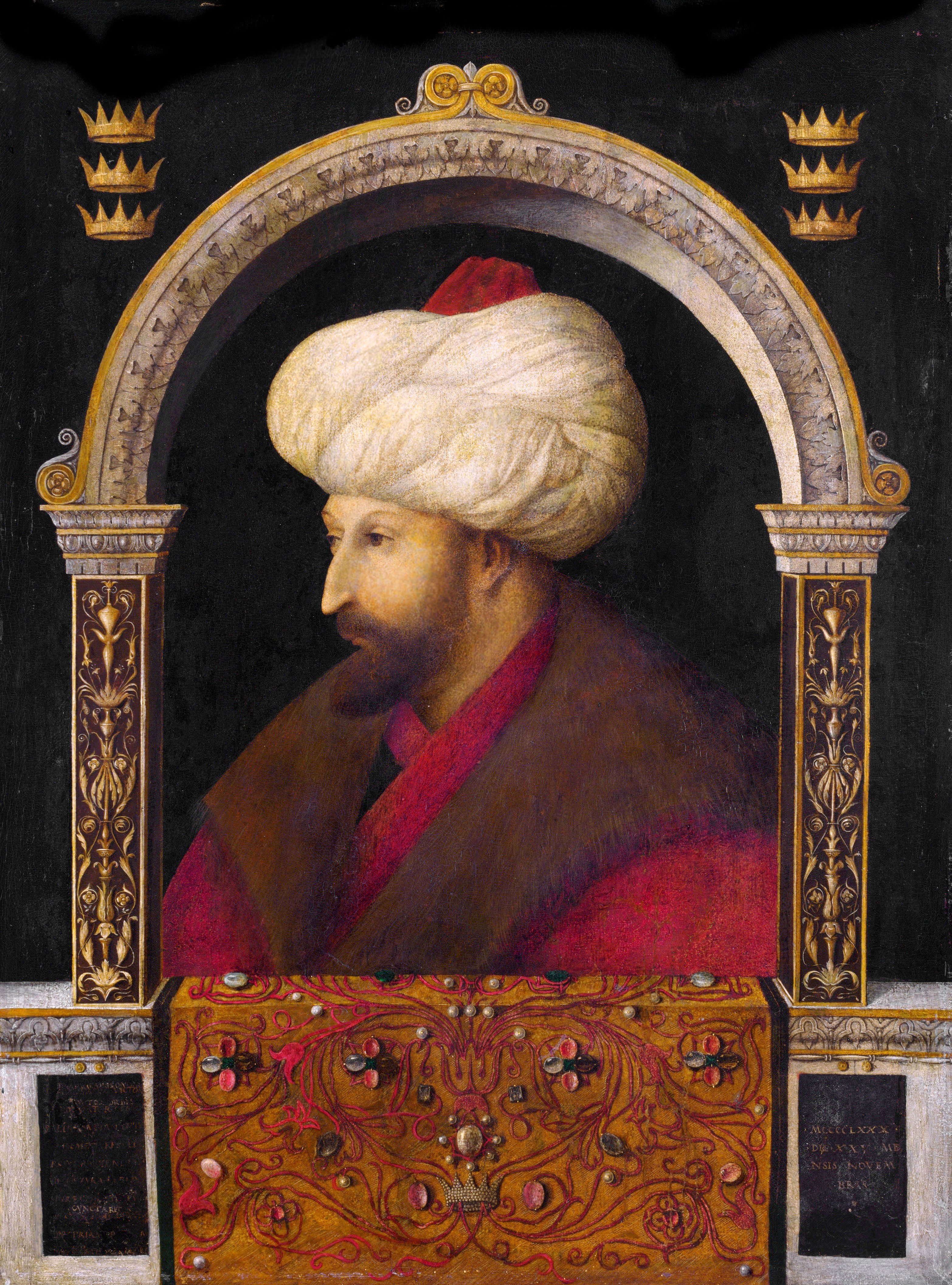
Maometto II, ritratto da Gentile Bellini.

Manuele II Paleologo morì nel 1425, lasciando il trono al figlio Giovanni VIII. Mentre i bizantini si rafforzavano in Grecia (Patrasso venne riconquistata nel 1430) senza però riuscire a salvare Tessalonica dalla conquista (1430), i turchi erano massicciamente impegnati contro gli albanesi di Giovanni Castriota e gli ungheresi guidati dal capitano Giovanni Hunyadi. I notevoli successi del Regno d'Ungheria andarono però sprecati dall'avventatezza del giovane re Ladislao III di Polonia che provocò la sconfitta dei crociati nella Battaglia di Varna (1444), costringendo il capace Hunyadi a ricominciare una logorante campagna di rafforzamento dei confini vanificata poco dopo dall'ennesima vittoria dei turchi nella Seconda battaglia del Kosovo (1448).
Giovanni VIII continuava nel frattempo a perorare la causa della crociata, viaggiando per l'Occidente. Nel 1439, al Concilio di Firenze, il basileus accettò la proposta di Papa Eugenio IV per una riunificazione delle Chiese in cambio di aiuti contro i turchi. A Costantinopoli, il popolo, sobillato dal fratello di Giovanni VIII, Demetrio, si oppose alla riforma ecclesiastica con una rivolta.
Nel 1448 Giovanni VIII morì. Demetrio cospirò per usurpare il trono spettante al giovane fratello Costantino XI ma la madre Elena Dragaš impedì il misfatto. Nel 1449 Costantino XI rientrò in patria e prese la corona, poi si sbarazzò dei fratelli Demetrio e Tommaso Paleologo nominandoli congiuntamente despoti di Morea.
Nel 1451 Murad II morì e lasciò il trono al figlio Maometto II. Costantino XI, come già aveva fatto suo fratello Giovanni VIII, tornò a cercare alleati in Occidente (1452) promettendo al papa la riunione delle Chiese ma, di nuovo, il malcontento della popolazione bizantina lo costrinse a ritornare sui suoi passi.

### L'assedio

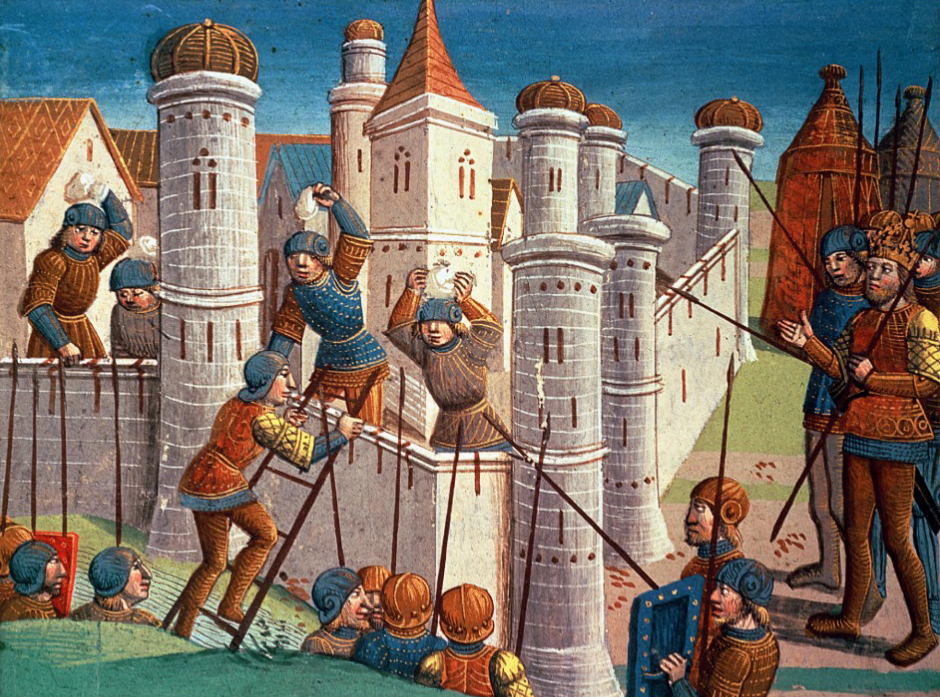
L'assedio di Costantinopoli.

Nel 1453, Maometto II mosse l'assalto finale contro Costantinopoli.
La città venne cinta d'assedio al principio di aprile, attaccata sia dalla terra che dal mare con un esercito di 160 000 uomini. Costantino XI poteva contare su meno di 7 000 uomini. Nel porto della città erano all'ancora 26 navi da guerra bizantine, la flotta ottomana ne contava 200. Al disperato grido di aiuto dei Paleologi risposero solo 600 veneziani, 700 genovesi guidati dal celebre soldato di ventura Giovanni Giustiniani Longo e una squadra di catalani. Costantinopoli resse per due mesi all'assedio. Nella notte del 29 maggio, i turchi ruppero le difese intorno alla Porta d'Oro. Longo, ferito, fuggì verso l'isola di Chio ove poco dopo morì; Costantino XI scomparve nella mischia mentre tentava di ricacciare indietro le truppe di Maometto II. Nel corso della mattinata successiva, le truppe turche misero a sacco la città. Il comandante Girolamo Minotto prese ciò che rimaneva della flotta bizantina (otto navi veneziane, sette genovesi e sei bizantine) e portò i profughi in salvo.

## Conclusione (1453-1475)

Il Despotato di Morea nel 1459.

Dopo la conquista di Costantinopoli, Maometto II si concentrò sui Balcani, con l'intenzione di stroncare la resistenza del Regno d'Ungheria. La pesante sconfitta inflitta agli ottomani da Hunyadi nell'Assedio di Belgrado (1456) convinse però Maometto II a desistere da un attacco diretto contro gli ungheresi. Da Roma, Papa Pio II continuava a perorare la causa crociata, ottenendo però risposte favorevoli solo dal duca Filippo il Buono. Con la morte del pontefice (1464) il progetto di una crociata anti-turca per la riconquista di Costantinopoli venne meno.

### Conquista della Morea
Nel 1453, il despotato bizantino di Morea cadde nel caos: i Cantacuzeni si ribellarono ai Paleologi e solo nel 1454 Demetrio e Tommaso Paleologo riuscirono a sedare la rivolta di Manuele Cantacuzeno. Costantemente sotto la minaccia dei turchi, il despota Tommaso Paleologo cercò appoggi presso i genovesi ed il papa. Nel 1460, Demetrio Paleologo si alleò con Maometto II per estromettere dal potere Tommaso. I turchi entrarono in Morea e Tommaso fuggì in Italia. I soldati bizantini si arresero agli invasori. Solo nella cittadina di Salmenikon, un oscuro discendente della dinastia imperiale, Graziano Paleologo oppose una ferrea resistenza, tanto da costringere Maometto II a desistere dallo sprecare truppe per la conquista di una città, a suo stesso dire, poco importante.

### Conquista di Trebisonda
Nel 1461 gli ottomani conquistavano l'impero di Trebisonda, ponendo fine al dominio dei bizantini. Nel medesimo anno, Graziano Paleologo affidava la città di Salmenikon ai veneziani.

### Epilogo
Tommaso Paleologo, riparato alla corte di Papa Paolo II, continuò ad essere riconosciuto legittimo sovrano della Grecia e dell'Anatolia dai monarchi cristiani d'Europa e lo stesso valse per i suoi discendenti. Solo nel Cinquecento, complici i bisogni politici provocati dalle guerre di religioni conseguenti la Riforma protestante, le monarchie europee, primo tra tutti il Sacro Romano Impero retto dagli Asburgo, riconobbero la legittimità del potere ottomano in Anatolia e nel Levante.

### Fonti primarie per lo studio della Bisanzio Paleologa
- Georges Pachymérès relations historiques, ed. A. Failler, Parigi, 1984.
- Nicephori Gregorae Byzantina historia, v. I-III, ed. L. Schopen e I. Bekker, Bonn, 1829-1855.
- Iohannis Cantacuzini Historiarum libri IV, v. I-III, ed. L. Schopen, Bonn, 1828-1832.
- Ducas, Historia turco-bizantina 1341-1462, ed. Michele Puglia, Rimini, 2008, ISBN 88-8474-164-5.
- Georgii Sphrantzae Chronicon, ed. R. Maisano, Roma, 1990.
- Giorgio Sfranze, Paleologo, grandezza e caduta di Bisanzio, Palermo, 2008, ISBN 88-389-2226-8.
- Laonici Chalcocandylae historiarum demonstrationes, libri I-II, ed. E. Darkó, Budapest, 1922 e 1927.
- Chritobuli Imbriotae Historiae, ed. D.R. Reinsch, Berlino-New York, 1983.

### Studi
- Ahmed Syed, Z. (2001), The Zenith of an Empire : The glory of the Suleiman the Magnificent and the Law Giver, A.E.R. Publications, ISBN 978-0-9715873-0-4.
- Atiya, Aziz S. (1965), The Crusades in the Later Middle Ages, New York.
- Atiya, Aziz S. (1978), The Crusade of Nicopolis, New York.
- Babinger, F. (1967), Maometto il Conquistatore e il suo tempo, Torino.
- Conca, F.; Criscuolo,U.; Maisano, R. (1994), Bisanzio, storia e civiltà, Milano.
- Grant, R.G. (2005), Battle : A Visual Journey Through 5000 Years of Combat, Londra, ISBN 1-4053-1100-2.
- Herwig, W. (2003), Österreichische Geschichte : 1522 - 1699, Vienna.
- Housley, Norman (1996), Documents on the Later Crusades, 1274-1580, New York.
- Madden, Thomas F. (2005), Crusades, the Illustrated History, Ann Arbor.
- Mango, Cyril (2002), The Oxford History of Byzantium, New York.
- Nicolle, David (1988), Hungary and the Fall of Eastern Europe, 1000-1568, New York.
- Riley-Smith, Jonathan (1995), The Oxford History of the Crusades, Oxford.
- Sherrard, Philip (1966), Byzantium, New York.

### Intervento dei principati rumeni
- Edda Binder Iijima e Vasile Dumbrava, Stefan der Große – Fürst der Moldau. Symbolfunktion und Bedeutungswandel eines mittelalterlichen Herrschers, Leipzig, 2005, ISBN 3-86583-039-0.
- Constantin C. Giurescu e Dinu C. Giurescu, Istoria Romanilor : volume II (1352-1606), Bucarest, 1976.
- Constantin C. Giurescu, Istoria Românilor : vol. I, Bucarest, 1938.
- Nicolae Iorga, Histoire des Roumains : volume IV, Les chevaliers, Bucarest, 1937.
- Nicolae Iorga, Istoria lui Ştefan cel Mare, Bucarest, 1904 (nuova ed. 1966).